# Estação de Genebra-Cornavin
A estação de Cornavin ou estação de Genebra, localizada na República e Cantão de Genebra, na Suíça,  é chamada de Estação de Genebra-Cornavin (Gare de Genève-Cornavin, em francês) para a diferenciar da Estação de Genebra-Aeroporto. A estação de Genebra-Cornavin é a principal estação ferroviária de Genebra e a quarta da Suíça. Com o prolongamento da linha até o aeroporto e outras interligações, houve aumento no número de passageiros em Cornavin.

## Destinos
Cornavin é o ponto de partida para a linha Genebra-Lausanne e para o resto da Suíça com os SBB-CFF-FFS. É também uma estação internacional na direcção da França, com a partida do TGV da SNCF para Paris ou do RER franco-valdo-genebrino para atravessar Genebra ou ligar-se com a região Ródano-Alpes. 
Em 2019, foi inaugurada a ligação com a CEVA,  acrónimo de "Cornavin - Eaux-Vives - Annemasse", o projecto de uma ligação ferroviária entre o Estado de Genebra e a Alta-Sabóia (França). 

## História
Foi construída em 1858 como estação terminal da linha Paris-Lyon-Genebra, sob responsabilidade da companhia Paris-Lyon-Marseille.
François Bartholoni, banqueiro de origem florentina, cuja família se havia refugiado e instalado em Genebra, já havia tido um papel importante na construção da linha de ferro Paris-Orléans. Foi responsável pela escolha do local da futura estação para ligar Genebra a Lyon, linha e edifício que ele mesmo financia . Muito dedicado a Genebra e grande melómano também é ele que manda construir  o Conservatório de Música de Genebra em 1858 e que em 1863 sugere ao Conselho Federal a criação da "Société générale des chemins de fer suisses" na origem dos actuais Caminhos de Ferro Federais (SBB-CFF-FFS) .
Em 1909 um incêndio só deixa de pé os muros, mas os CFF reconstroem o edifício. Depois da decisão instalar a Sociedade das Nações na cidade, em 1919, Genebra lança-se em grandes obras e uma delas é a reconstrução integral da estação, cujos restos foram utilizados na outra margem do Lago Lemano como aterro para criar a Praia de Genebra.
Além das obras decorrentes do incêndio, a estação Genebra-Cornavin foi reformada e ampliada várias vezes: em 1873, 1888, 1893, 1929, 1931, 2004, 2012 e 2014. Entre 2010 e 2013 os CFF estão efectuaram enormes trabalhos no edifício e  principalmente nas estruturas ferroviárias. A integração da estação com a CEVA, concluída em 2019, demandou a construção de cinco novas estações, a maioria subterrâneas, cujos projetos foram elaborados pelos escritórios de arquitetura Jean Nouvel e Eric Maria.

## Curiosidade

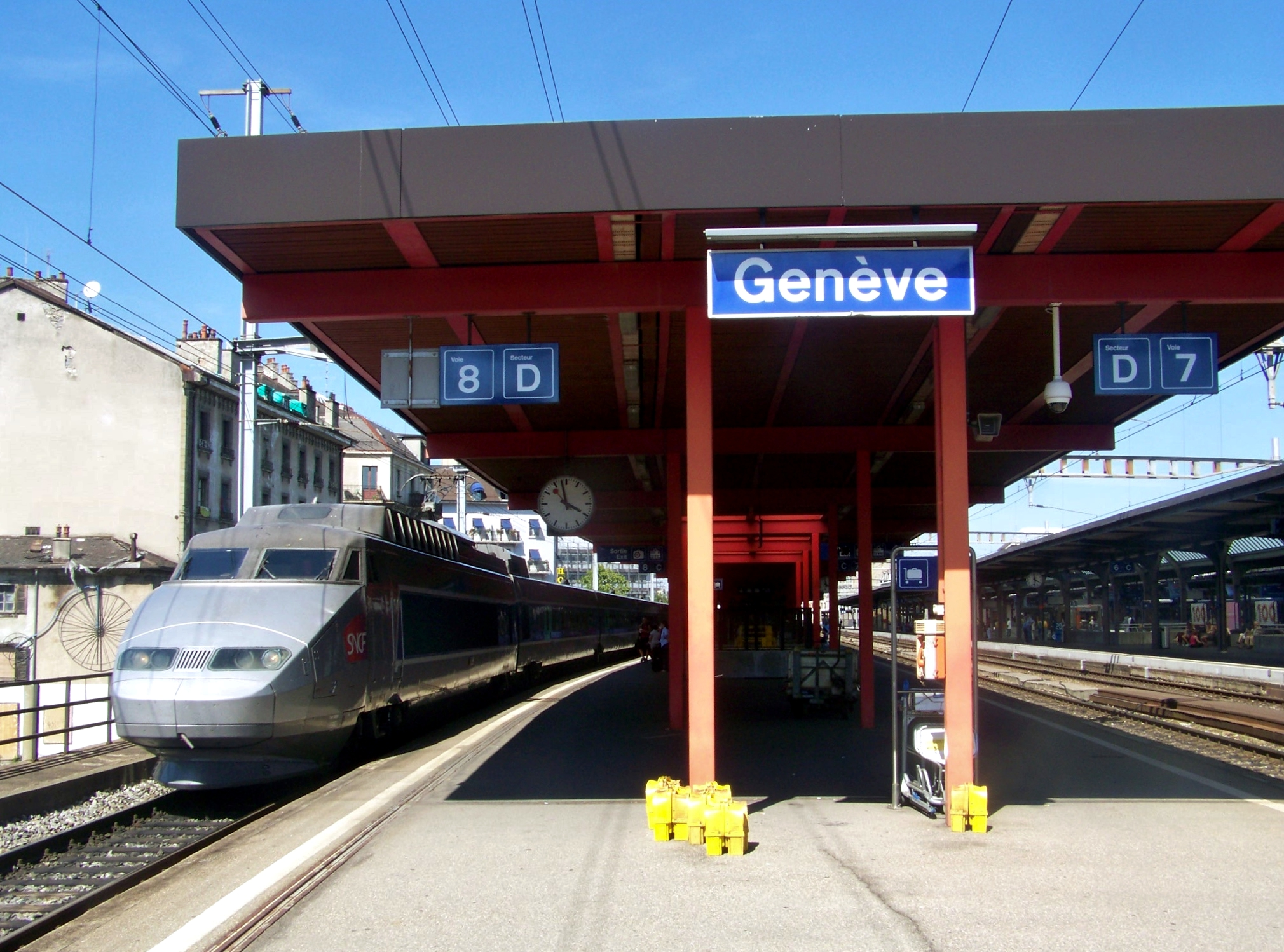
As duas linhas dedicadas ao TGV

Como o sistema eléctrico utilizado nos comboios na Suíça e na França não são os mesmos, a alimentação para o TGV é fornecida pela França pelo que há duas vias dedicadas a esse serviço. Por outro lado essa separação facilita o problema da passagem na fronteira tanto à saída como à entrada em cada país.
À esquerda da entrada da estação encontra-se o Hotel Cornavin que tem à porta uma imagem de Tintin pois que no L'Affaire Tournesol o Professor Girassol "ocupou" o quarto 122, aliás a chave desaparece regularmente! 

## Festividades
Construída em 1858, grandes manifestações tiveram lugar em 2008 para celebrar os 150 da estação.